# Cold Water Stream (Dominica)
Der Cold Water Stream ist ein Fluss im Parish Saint Patrick von Dominica.

## Geographie
Der Cold Water Stream entspringt in der südlichen Flanke des Morne Watt. Der Bach verläuft in einem Süd-Bogen nach Osten und mündet im Tal zwischen Morne Watt und Grande Soufrière Hills in die Rivière Blanche.